# Währungsstipendium
Mit einem Währungsstipendium förderte der Senat von Berlin Anfang der 1950er-Jahre die Studenten West-Berliner Hochschulen. Stipendiaten hatten das Recht, monatlich einen Betrag zum Kurs 1:1 von Mark (Ost) in DM umzutauschen. Die Höhe des Betrages bestimmte die Höhe des Stipendiums. Die eigentliche Förderung entfaltete ihre Wirkung erst durch den Kurs von 1 zu 10, der zu der Zeit zwischen den Währungen auf dem Schwarzmarkt bestand. Ein mittelloser Student war durchaus in der Lage, seinen Lebensunterhalt von 90 Mark (Ost) zu bestreiten, indem er Wohnung und Nahrung im damals zugänglichen Ostteil der Stadt bezog. Die restlichen 10 Mark verblieben für den Umtausch im nächsten Monat.
Das Währungsgefälle zwischen den beiden Teilen der Stadt betrug im Jahr 1951 durchschnittlich 1:4,65. Viele West-Berliner nutzten das Gefälle, um Einkäufe im Ostteil der Stadt zu tätigen – zum Nachteil der West-Berliner Händler. Die Preise für Lebensmittel im Ostteil der Stadt waren stark subventioniert und hatten den Effekt von Dumpingpreisen. In der 17. Sitzung des Kabinettsausschusses für Wirtschaft am 21. Februar 1952 war die Rede von „Dumpingmaßnahmen der ostzonalen Regierung“.
Gefördert wurden Studenten West-Berliner Hochschulen nur solange, wie deren Familie einen Wohnsitz in der DDR hatte.
Zeitweilig erhielten beinahe die Hälfte der Studenten eine solche Förderung.